# Castanopsis jucunda
Castanopsis jucunda là một loài thực vật có hoa trong họ Fagaceae. Loài này được Hance mô tả khoa học đầu tiên năm 1884.